# Jacques Philippe Cuvillier
Pour les articles homonymes, voir Cuvillier.
Jacques-Philippe Cuvillier, né le 21 avril 1774 à Rochefort et mort le 31 août 1857 à Saintes, est un officier de marine et administrateur colonial français. Il termine sa carrière avec le grade de contre-amiral et occupe le poste de gouverneur de La Réunion entre 1832 et 1838.

## Carrière militaire
Après des études à Niort, ce fils d'un médecin du port de Rochefort entre dans la marine dès l'âge de 12 ans. Nommé aspirant en 1792, il est fait enseigne de vaisseau en 1793, puis promu lieutenant de vaisseau en 1803. Il commande à la mer le lougre Le Granville, et La Salamandre. À bord du Granville, il est blessé par balle à la poitrine au cours d'un combat naval dans la Manche. Première des quatre blessures graves qu'il subira au cours de sa carrière.
En 1809, il est nommé capitaine de frégate et participe le 11 avril de cette même année, à la fameuse bataille des « brûlots anglais de l'ile d'Aix », où il commande le Ville de Varsovie, un vaisseau de 80 canons. Le lendemain, il est fait prisonnier par les anglais. 
En 1811, il est employé comme sous-chef des manœuvres au port d'Anvers. En 1819, il passe capitaine de vaisseau de deuxième classe. Le premier avril 1824, il est promu au rang de capitaine de vaisseau de première classe, et finalement, contre-amiral le 1er mars 1831.

## La gouvernance de l'île Bourbon
Le 17 février 1832, une ordonnance du Roi Louis-Philippe Ier le nomme gouverneur de l'île Bourbon. Il appareille le 27 juin 1832 à bord de la corvette La Saône et débarque sur l'île Bourbon le 8 novembre 1832. Il succède au gouverneur Duval d'Ailly.
Dans le contexte politique de l'époque, au cœur des bouleversements révolutionnaires, aucune instruction ne lui est fournie concernant l'application de la charte de 1830 dans la colonie, censée fixer les lois et règlements particuliers pour l'administration des colonies. Le 24 avril 1833, une nouvelle loi vient créer les Conseils coloniaux librement élus. Cette loi est promulguée sur l'île Bourbon le 12 octobre 1833 et le Conseil général est remplacé par un Conseil colonial ayant toute compétence législative, ne laissant plus au gouverneur que le seul pouvoir exécutif.
Il demeura en fonction jusqu'au 4 mai 1838 puis laissa ses fonctions au contre-amiral Anne Chrétien Louis de Hell.
L'amiral Cuvilier est enterré à Saintes au cimetière Saint-Vivien.

## Décorations
- Légion d'honneur : Chevalier en 1811, officier en 1822 et commandeur en 1835.
- Chevalier de l'ordre royal et militaire de Saint-Louis en 1814
- Croix de l'ordre Saint-Ferdinand d'Espagne
- Commandeur de l'ordre d'Isabelle la Catholique en 1825
- Chevalier de l'ordre du Sauveur de Grèce en 1836

## Anecdotes
- Il a été le premier gouverneur de l'île de la Réunion à accepter qu'une caricature le représentant soit publiée dans le journal local. Avant cela, un tel dessin était encore considéré comme un outrage à la France. C'est une des raisons qui ont fait sa « popularité » sur l'île. Une autre raison est que son épouse s'impliqua avec vigueur dans plusieurs œuvres de bienfaisance.[réf. nécessaire] La série de portrait caricatural d'Antoine-Émile Grimaud est exposée au Musée Léon-Dierx[3],[4].

## Sources
- Ressource relative à la vie publique :   - base Léonore
- Documents familiaux
- Commandants & Gouverneurs de l'île de La Réunion